# Шарбини, Анас
Анас Джамал Шарбини (хорв. Anas Jamal Sharbini; 21 февраля 1987, Риека, СФРЮ) — хорватский футболист палестинского происхождения, атакующий полузащитник.

## Карьера

### Клубная
Обучался в футбольной школе ФК «Риека», начал карьеру в 2005 году. В сезоне 2007/08 получил капитанскую повязку, став одним из самых молодых капитанов футбольного клуба. По итогам сезона 11 сентября 2008 получил приз лучшего молодого игрока чемпионата Хорватии. 13 августа 2009 подписал контракт со сплитским «Хайдуком». 23 мая 2013 года возвратился в «Риеку», подписав контракт на 2 года с возможностью продления ещё на 1 год. 2 февраля 2016 отдан в аренду турецкому «Османлыспор» до июня того же года.

### В сборной
На уровне молодёжных и юношеских сборных провёл 29 игр, забил 13 голов. Вызывался в сборную для подготовки к Евро-2008 и чемпионату мира 2010, но не сыграл ни на одном из турниров: на чемпионат Европы он не поехал, так как не попал в окончательный список по решению тренера Славена Билича, а чемпионат мира Хорватия пропустила.

## Личная жизнь
Отец Анаса, Джамаль, родился в Дамаске и приехал в Риеку в 1980-е годы, будучи студентом экономического факультета. Мать Анаса, Ранка — хорватка, родившаяся в селе Гробник. Также у Анаса есть брад Ахмад, игравший с Анасом в ФК «Риека».

## Достижения
- Обладатель Кубка Хорватии: 2013/14
- Обладатель Суперкубка Хорватии: 2014